# Emil Belluš

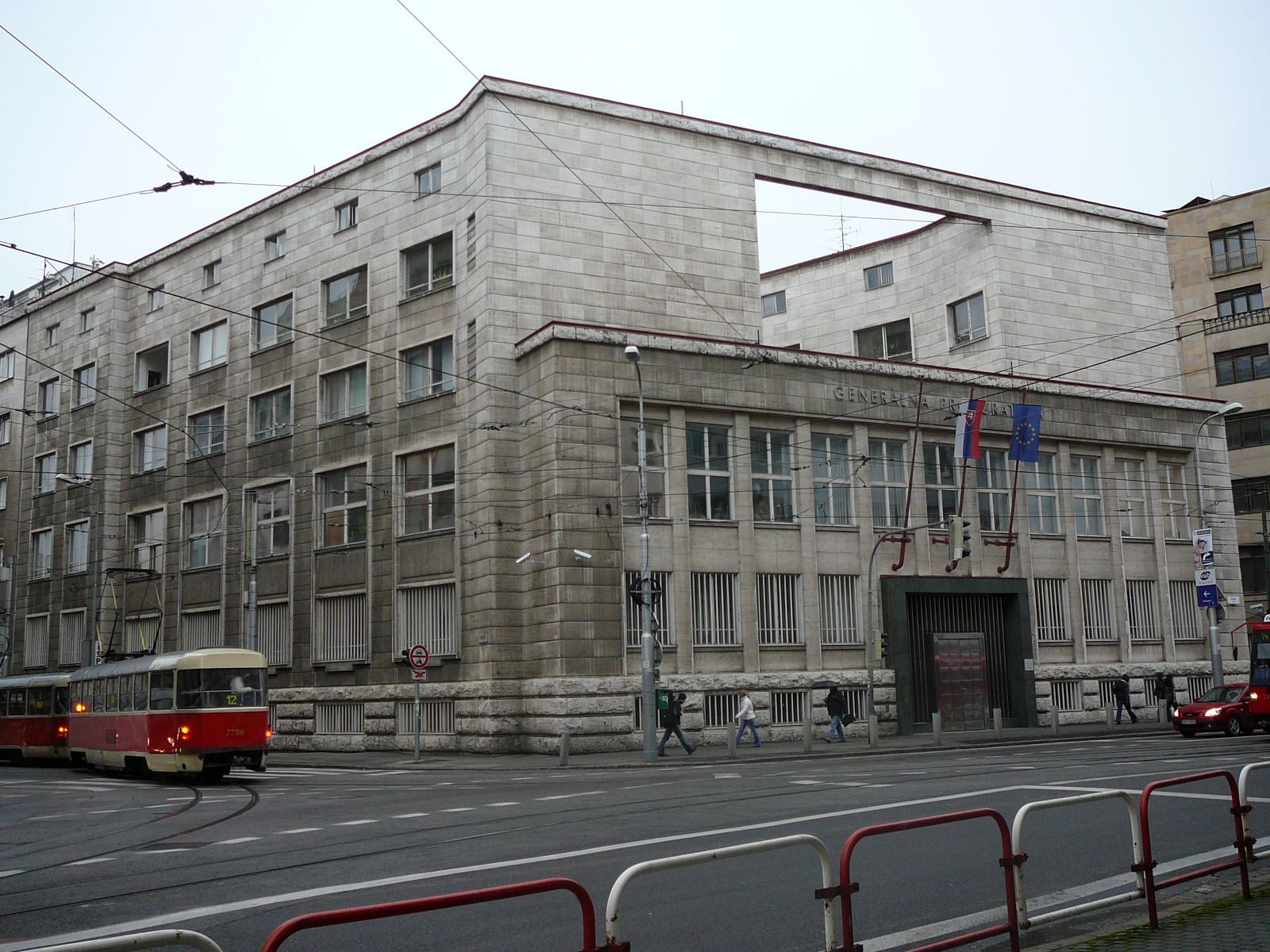
Banco Nacional de Eslovaquia (1938), Bratislava

Emil Belluš (Slovenská Ľupča, 19 de septiembre de 1899-Bratislava, 14 de diciembre de 1979) fue un arquitecto racionalista eslovaco. 

## Trayectoria
Estudió en la Universidad Técnica de Budapest (1918-1919) y la Universidad Técnica de Praga (1919-1923). Entre 1923 y 1925 trabajó para el Ministerio de Obras Públicas, antes de abrir su despacho profesional en Bratislava. En 1928 fue uno de los fundadores de la Escuela de Artes y Oficios de Bratislava.
Su obra aúna el racionalismo con cierta tendencia clasicista deudora de la tradición local. En 1929 proyectó el puente cubierto con columnata sobre el río Váh, en la ciudad termal de Piešťany. Al año siguiente fue autor del Club de Remo Eslovaco y el embarcadero de los barcos del Danubio, ambos en Bratislava, considerados dos de los mejores exponentes del racionalismo en Eslovaquia. En la misma ciudad construyó el edificio de la cooperativa Agrasol (1933) y el Banco Nacional de Eslovaquia (1938). En esos años destaca también su molino y depósito industrial de Trnava (1936).
Entre 1939 y 1945 adaptó el Palacio Grassalkovich de Bratislava, que se convirtió en la sede del presidente de la Primera República Eslovaca, Jozef Tiso. 
Tras la Segunda Guerra Mundial fue autor del pabellón de la Universidad Técnica, el nuevo Ayuntamiento y el Hotel Devín, todos en Bratislava, en los que denota una factura más clasicista.
En 1965 fue nombrado Artista Nacional (Národní umělec).